# Iglesia de San Andrés (Astell)

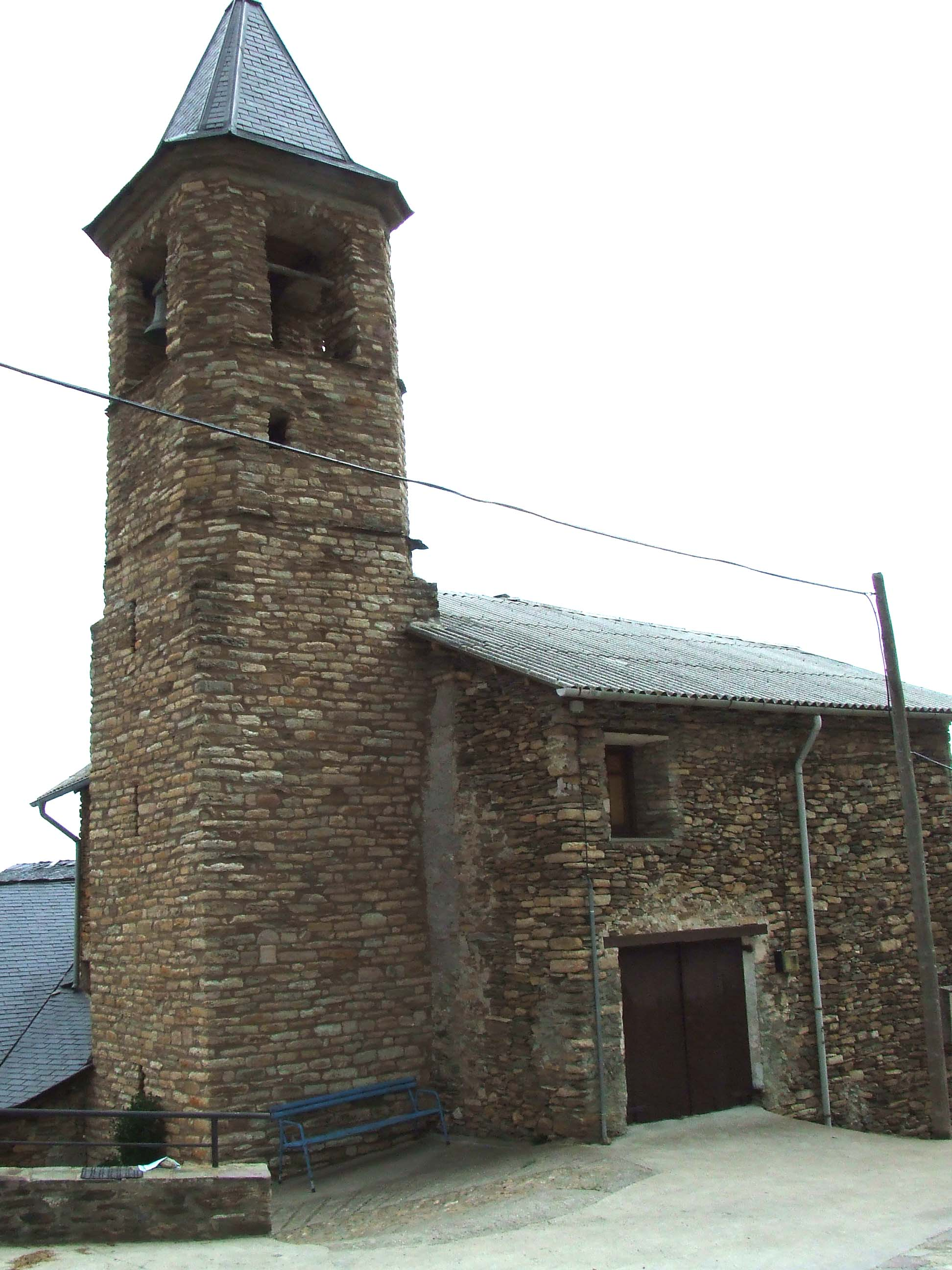
Campanario con la base románica.

San Andrés de Astell es la iglesia parroquial, de origen románico, del pueblo de Astell, en el término municipal de La Torre de Cabdella en la comarca del Pallars Jussá. Está situada en la parte más alta del pueblo, cerca de la carretera.
Es una iglesia de una sola nave, orientada de sur a norte, la mayor parte del cual corresponde a un edificio moderno. Ahora bien, en la actual fachada de levante, que da al recinto del antiguo cementerio, hay todavía el arco triunfal románico del primitivo templo, que, en la parte interior, corresponde a una capilla que se abre a la nave cerca del altar mayor.
La base del campanario, que debía corresponder al ángulo noroeste de la primitiva nave románica, también conserva todo el primer cuerpo del campanario correspondiente a la época medieval.
El aparato es bastante primitivo, aunque muy bien construido, pero la manera de cortar y disponer los sillares hacen pensar en una obra del siglo XII.